# Индонезија на Светском првенству у атлетици на отвореном 2011.
Индонезија је учествовала на 13. Светском првенству у атлетици на отвореном 2011. одржаном у Тегу од 27. августа до 4. септембра дванаести пут. Репрезентацију Индонезије представљала су 2 такмичара (1 мушкарац и 1 жена) који се такмичили у 2 дисциплине (1 мушка и 1 женска).,
На овом првенству Индонезија није освојила ниједну медаљу, нити је постигнут неки рекорд.

## Учесници
| Мушкарци: - Мохамед Фадлин — 100 м | Жене: - Дедех Еравати — 100 м препоне |

## Резултати

### Мушкарци
| Атлетичар      | Дисциплина | Лични рекорд | Предтакмичење | Предтакмичење | Квалификације | Квалификације | Полуфинале           | Полуфинале           | Финале               | Финале       | Детаљи |
| Атлетичар      | Дисциплина | Лични рекорд | Резултат      | Место         | Резултат      | Место         | Резултат             | Место                | Резултат             | Место        | Детаљи |
| -------------- | ---------- | ------------ | ------------- | ------------- | ------------- | ------------- | -------------------- | -------------------- | -------------------- | ------------ | ------ |
| Мохамед Фадлин | 100 м      | 10,42        | 10,70 КВ      | 2. у гр. 2    | 10,65         | 8. у гр. 2    | Није се квалификовао | Није се квалификовао | Није се квалификовао | 52 / 71 (75) |        |

### Жене
| Атлетичарка   | Дисциплина    | Лични рекорд | Квалификације | Квалификације | Полуфинале            | Полуфинале            | Финале                | Финале       | Детаљи |
| Атлетичарка   | Дисциплина    | Лични рекорд | Резултат      | Место         | Резултат              | Место                 | Резултат              | Место        | Детаљи |
| ------------- | ------------- | ------------ | ------------- | ------------- | --------------------- | --------------------- | --------------------- | ------------ | ------ |
| Дедех Еравати | 100 м препоне | 13,20        | 13,56         | 7. у гр. 3    | Није се квалификовала | Није се квалификовала | Није се квалификовала | 34 / 38 (39) |        |